# دینزبورو (نیویورک)
دینزبورو (به انگلیسی: Deansboro) یک منطقهٔ مسکونی در ایالات متحده آمریکا است که در شهرستان اونیدا، نیویورک واقع شده‌است. دینزبورو ۲۴۹٫۰۲ متر بالاتر از سطح دریا واقع شده‌است.